# Toporek (województwo mazowieckie)
Toporek – osada leśna w Polsce, położona w województwie mazowieckim, w powiecie ostrołęckim, w gminie Baranowo.
W latach 1975–1998 miejscowość administracyjnie należała do województwa ostrołęckiego.